# 1934 v loďstvech
Tento článek obsahuje významné události v oblasti loďstev v roce 1934.

## Lodě vstoupivší do služby
- 18. ledna –  HMS Orion (85) – lehký křižník třídy Leander

- 12. února –  HMS Neptune (20) – lehký křižník třídy Leander

- 4. června –  USS Ranger (CV-4) – letadlová loď

- 15. září –  Algérie – těžký křižník

- 12. listopadu –  Admiral Scheer – panzerschiff třídy Deutschland